# Kanselier der Nederlandse Orden

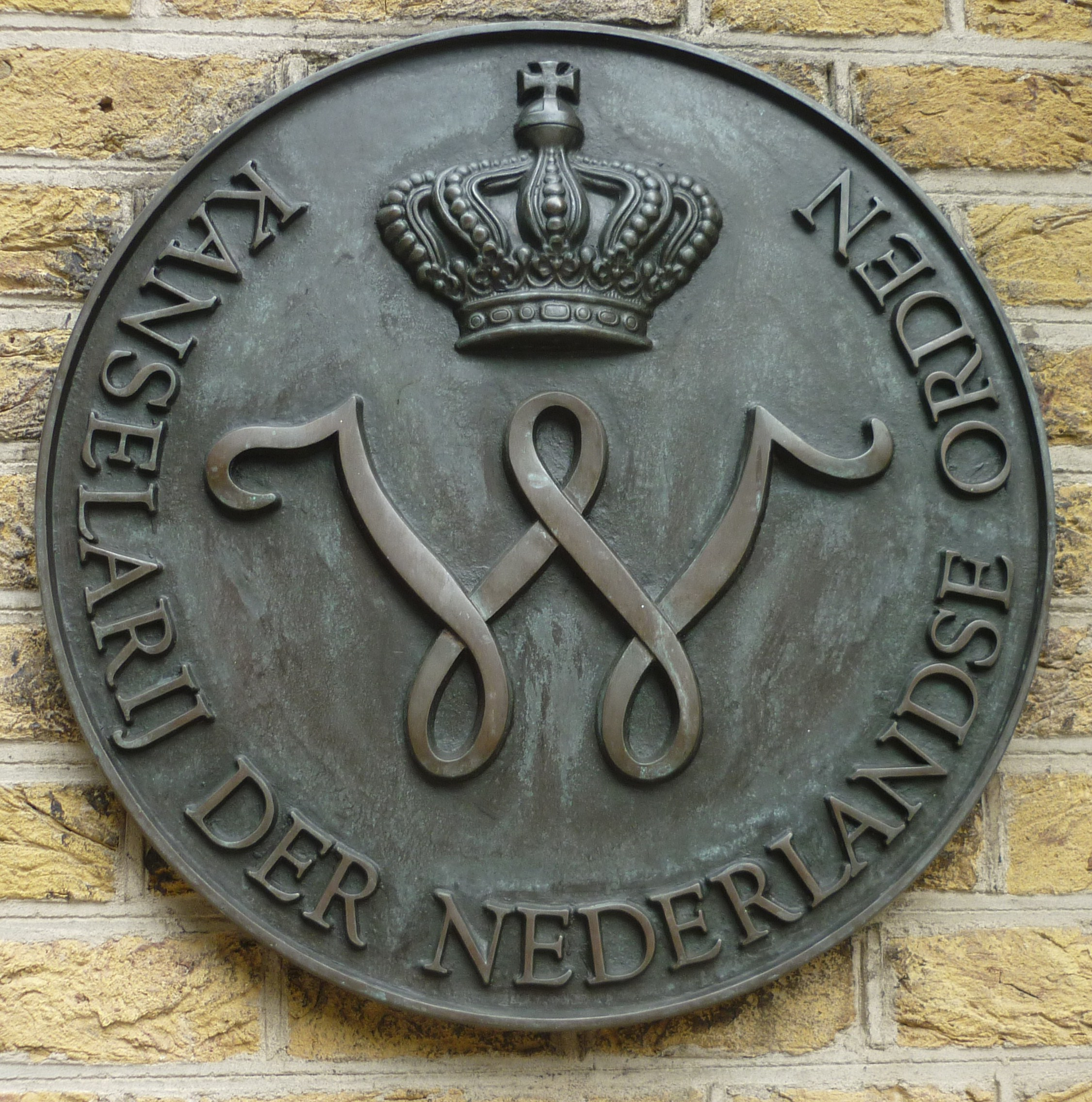
Plaquette van de Kanselarij der Nederlandse Orden in Den Haag

De kanselier der Nederlandse Orden is een kanselier die aan het hoofd staat van de Kanselarij der Nederlandse Orden. De kanselier heeft als wettelijke taak het beheren van de Orden en taak om, namens de koning, de zuiverheid ervan te bewaken.
De kanselier der Nederlandse Orden is voorzitter van het Kapittel der Militaire Willems-Orde dat de minister van Defensie adviseert over de toekenning van de hoogste Nederlandse onderscheiding "voor Moed, Beleid en Trouw".
De kanselier der Nederlandse Orden is ook lid van het Kapittel voor de Civiele Orden. Het Kapittel is een adviescollege dat de minister die het aangaat adviseert omtrent voorstellen voor koninklijke onderscheidingen.
De kanselarij is gevestigd aan de Nassaulaan 18 in Den Haag.

## Historische ontwikkeling
De functie van kanselier der Nederlandse Orden is in 1835 ontstaan. In dat jaar werd een bezuiniging doorgevoerd. De kanselier van de Militaire Willems-Orde werd ook – onbezoldigd – kanselier van de Orde van de Nederlandse Leeuw. In 1849 werd de hier beschreven titel voor het eerst in een Koninklijk Besluit gebruikt. Voor de titel bestond geen wettelijke grondslag want de wet schreef voor de twee oudste orden twee kanseliers voor. De Orde van Oranje-Nassau heeft nooit een eigen kanselier gekend.
De Wet op de Militaire Willems-Orde en de Wet op de Orde van de Nederlandse Leeuw voorzagen in 1815 beiden in een bezoldigde kanselier. Door bezuinigingen na het verlies van de Zuidelijke Nederlanden gingen deze betaalde functies verloren. De ooit zwaar betaalde post – het was een Hoog College van Staat – werd een erefunctie. De twee functies en de kanselarijen werden respectievelijk in 1835 en 1844 samengevoegd.
Koning Willem III der Nederlanden gelastte in 1849 dat leger en marine elkaar moesten afwisselen bij het vervullen van de "hooge waardigheid van kanselier der Nederlandse Orden". In 1893 werd in de Wet op de Orde van Oranje-Nassau vastgelegd dat deze orde een kanselier zou delen met de Orde van de Nederlandse Leeuw. Aan de wet die twee kanseliers voorschreef werd geen aandacht besteed.
Van 1906 tot 1918 waren de beide kanseliersambten weer gescheiden.
De post werd tot 1998 vrijwel steeds bezet door kanseliers die hoofdofficieren of vlagofficieren en ridders in de Militaire Willems-Orde waren. Toen aan de kanselier op zijn vijfenzeventigste verjaardag functioneel leeftijdsontslag moest worden verleend waren er tijdelijk geen Ridders meer te vinden voor deze functie.
De huidige kanselier is sinds 1 januari 2015 Generaal-majoor der Cavalerie b.d. Henk Morsink. Hij volgde luitenant-generaal b.d. J.H. de Kleyn op.